# New World Order (jeu vidéo)
Pour les articles homonymes, voir New World Order.
New World Order est un jeu vidéo de tir à la première personne développé par Termite Games et édité par Strategy First, sorti en 2002 sur Windows.

## Accueil
- Jeux vidéo Magazine : 11/20[1]
- Jeuxvideo.com : 14/20[2]